# 南部忠平
南部忠平（日语：／ Nambu Chuhei，1904年5月27日—1997年7月23日），日本田徑運動員。截至2023年，他是唯一在跳遠與三級跳遠都曾保有世界紀錄的人。

## 生平
1920年代中期，南部的成績開始受到注意。他是在阿姆斯特丹舉行的1928年夏季奧林匹克運動會日本代表隊成員之一，當時他參加三個項目。他最佳成績是三級跳遠項目，獲得了第四名，當時他的同胞織田幹雄贏得金牌。在跳遠項目中，他得到第九名，而4×100米接力賽跑則在預算被淘汰。
南部真正的突破始於1931年。在數度打破日本全國紀錄後，他的跳遠提升到僅差二公分就達到8米，成為新的世界紀錄。雖然傑西·歐文斯在不到四年後便打破此世界紀錄，該成績一直維持為亞洲紀錄，直到1970年才被山田宏臣才破。
隔年，在洛杉磯奧運會上，他是兩個水平跳躍項目的奧運金牌熱門人物之一。在跳遠項目中，他對於僅獲得第三名頗感失望，但在數日後舉行的三級跳遠項目中報了一仇。他以15.72米打破世界紀錄。因此，南部成為保有兩項水平跳躍項目世界紀錄的第一位運動員。他持續保有紀錄直到1935年，那年他將頭銜分別讓給傑西·歐文斯（跳選）與傑克·梅等卡菲（三級跳遠）。
南部也是一位優秀的短跑選手。他在1930年與1933年嬴得100米賽跑日本冠軍，並在1931年創造10.6秒的日本紀錄。
從運動場上退休後，南部成為《每日新聞》的體育專欄作家。他依然活躍於體育界，擔任了日木田徑協會的總教練，而且擔任1964年東京奧運會國家代表隊的監督。1992年，他獲得國際奧林匹克委員會（IOC）頒發銀質奧林匹克勳章。
1997年，他死於肺炎，享年93岁。

## 外部連結
| 紀錄            | 紀錄                                               | 紀錄                 |
| --------------- | -------------------------------------------------- | -------------------- |
| 前任： 織田幹雄 | 男子三级跳远世界紀錄保持者 1932-08-14 – 1935-12-14 | 繼任： 傑克·梅等卡菲 |